# Deep Blue Something
Deep Blue Something es una banda de rock estadounidense conocida por su sencillo de 1995 Breakfast at Tiffany's de su segundo álbum Home.

## Trayectoria
El grupo fue fundado en 1992 en Denton, Texas, por los hermanos Todd y Toby Pipes, estudiantes de la Universidad del Norte de Texas en ese entonces. Los hermanos unieron al grupo al baterista John Kirtland y al guitarrista Clay Bergus.
Bergus dejó la banda antes de que se empezara a grabar su primer álbum, 11th Song. La banda independientemente lanzó el álbum en 1993. Kirk Tatom se les unió después del lanzamiento. En 1994, la banda lanzó su segundo álbum, Home, vía una discográfica independiente llamada RainMaker Records. El sencillo que incluía, "Breakfast at Tiffany's", alcanzó el número cinco en el Billboard Hot 100 y encabezó las listas en el Reino Unido.
El enorme éxito del sencillo y la falta de actividad condujo a su clasificación como un «grupo de un solo éxito» dentro de los círculos de la música. A finales de 1995, Tatom dejó la banda y Bergus regresó a su rol como guitarrista. La banda en su segundo álbum titulado Byzantium, planeado lanzarse en 1996. Sin embargo, Deep Blue Something entró en problemas legales sobre los derechos de autor de 11th Song y "Breakfast at Tiffany's". Como resultado, Interscope puso el álbum en suspenso. En 1998, el álbum fue lanzado sólo en Japón y algunos países de Europa. Como consecuencia de la fusión Universal/PolyGram, la banda se separó de Interscope.
Con el tiempo firmaron contrato la discográfica Thornton y lanzaron Deep Blue Something a mediados de 2001. La banda se separó poco después. No sería hasta 2014 cuando anuncian su regreso y desde entonces siguen activos.

## Discografía

### Álbumes de estudio
| Título              | Detalles | Máxima posición en listas | Máxima posición en listas | Máxima posición en listas | Máxima posición en listas | Máxima posición en listas | Máxima posición en listas | Máxima posición en listas | Máxima posición en listas | Certificaciones (umbral de ventas) |
| Título              | Detalles | EU                        | AUS                       | AUT                       | ALE                       | PB                        | SUE                       | SUI                       | RU                        | Certificaciones (umbral de ventas) |
| ------------------- | --- | ------------------------- | ------------------------- | ------------------------- | ------------------------- | ------------------------- | ------------------------- | ------------------------- | ------------------------- | ---------------------------------- |
| 11th Song           | - Fecha de lanzamiento: 13 de octubre de 1993 - Discográfica: Dóberman Records - Formatos: CD                 | —                         | —                         | —                         | —                         | —                         | —                         | —                         | —                         |                                    |
| Home                | - Fecha de lanzamiento: 24 de octubre de 1994 - Discográfica: RainMaker Records - Formatos: CD, casete        | 46                        | 31                        | 32                        | 16                        | 26                        | 39                        | 20                        | 24                        | - EU: Oro                          |
| Byzantium           | - Fecha de lanzamiento: 13 de noviembre de 1998 - Discográfica: Interscope Records - Formatos: CD             | —                         | —                         | —                         | —                         | —                         | —                         | —                         | —                         |                                    |
| Deep Blue Something | - Fecha de lanzamiento: 10 de diciembre de 2001 - Discográfica: Aezra Records - Formatos: CD                  | —                         | —                         | —                         | —                         | —                         | —                         | —                         | —                         |                                    |
| Byzantium           | - Fecha de lanzamiento: 15 de octubre de 2007 - Discográfica: Kirtland Records - Formatos: CD, music download | —                         | —                         | —                         | —                         | —                         | —                         | —                         | —                         |                                    |

### EP
| Título       | Detalles                                                                              |
| ------------ | ------------------------------------------------------------------------------------- |
| Locust House | - Lanzamiento: 29 de junio de 2015 - Discografía: Kirtland Records - Formato: Digital |

### Sencillos
| Año  | Sencillo                 | Máxima posición en listas | Máxima posición en listas | Máxima posición en listas | Máxima posición en listas | Máxima posición en listas | Máxima posición en listas | Máxima posición en listas | Máxima posición en listas | Máxima posición en listas | Álbum               |
| Año  | Sencillo                 | EU                        | AUS                       | AUT                       | ALE                       | PB                        | NZ                        | SUE                       | SUI                       | RU                        | Álbum               |
| ---- | ------------------------ | ------------------------- | ------------------------- | ------------------------- | ------------------------- | ------------------------- | ------------------------- | ------------------------- | ------------------------- | ------------------------- | ------------------- |
| 1995 | "Breakfast at Tiffany's" | 5                         | 3                         | 12                        | 6                         | 11                        | 21                        | 9                         | 19                        | 1                         | Home                |
| 1996 | "Halo"                   | 102                       | —                         | —                         | —                         | —                         | —                         | —                         | —                         | —                         | Home                |
| 1996 | "Josey"                  | —                         | —                         | —                         | —                         | —                         | —                         | —                         | —                         | 27                        | Home                |
| 1998 | "She Is"                 | —                         | —                         | —                         | —                         | —                         | —                         | —                         | —                         | —                         | Byzantium           |
| 2001 | "Page Me Wolverine"      | —                         | —                         | —                         | —                         | —                         | —                         | —                         | —                         | —                         | Deep Blue Something |
| 2001 | "Hell in Itself"         | —                         | —                         | —                         | —                         | —                         | —                         | —                         | —                         | —                         | Deep Blue Something |
| 2001 | "Who Wants It"           | —                         | —                         | —                         | —                         | —                         | —                         | —                         | —                         | —                         | Deep Blue Something |
| 2015 | "All Make Believe Off"   | —                         | —                         | —                         | —                         | —                         | —                         | —                         | —                         | —                         | Locust House        |
| 2015 | "Out Of My Head"         | —                         | —                         | —                         | —                         | —                         | —                         | —                         | —                         | —                         | Locust House        |